# Berberis quelpaertensis
Berberis quelpaertensis är en berberisväxtart som beskrevs av Takenoshin Nakai. Berberis quelpaertensis ingår i släktet berberisar, och familjen berberisväxter. Inga underarter finns listade i Catalogue of Life.